# 土井権大

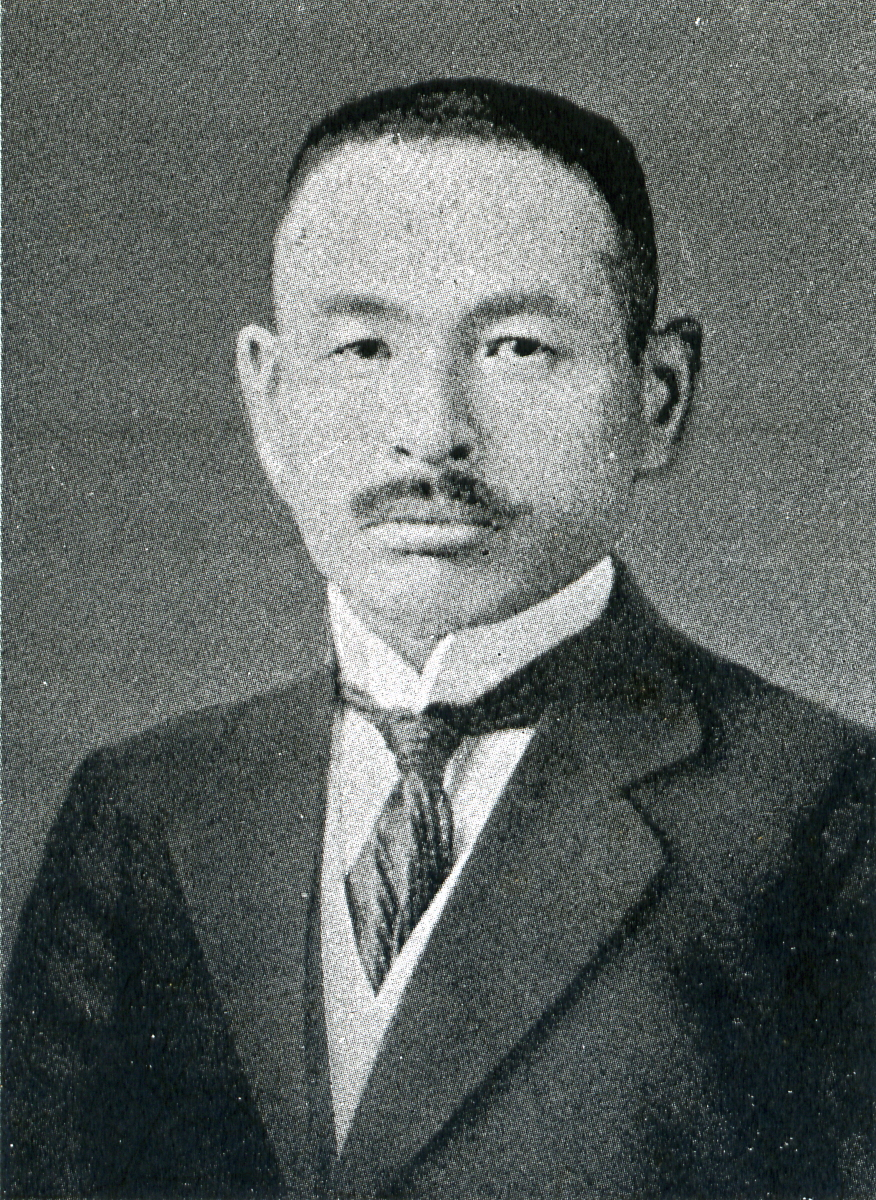
土井権大

土井 権大（どい ごんだい、1879年（明治12年）12月12日 - 1938年（昭和13年）2月1日）は、日本の政治家。衆議院議員（6期）。

## 経歴
兵庫県揖保郡石海村（現・太子町）に生まれる。明治法律学校に学び、1903年（明治36年）、早稲田大学英語政治科卒。北米移民事業に従事し、ブラジル移民事業を開始する。兵庫県議、石海産業組合長、播州素麺同業組合副組合長のほか、隆文館図書、中日化工各（株）常任監査役、雑誌「農政研究」主幹などを務める。早稲田出身ということから大隈重信の率いる憲政本党に所属し、当初は同じ揖保郡出身の肥塚龍を熱心に支持していたが、肥塚が立憲同志会に移籍すると土井は立憲国民党（憲政本党から改組）に残留し肥塚とたもとを分かつ。
1915年（大正4年）の第12回衆議院議員総選挙において兵庫県郡部から立候補したが落選（改野耕三が推薦する堀豊彦に当選を阻まれる）。1917年（大正6年）の第13回衆議院議員総選挙において立憲国民党公認で立候補して初当選。6期目連続当選し、1934年（昭和9年）7月30日に満洲興業無晝会社不正事件で業務上横領により懲役1年6か月の判決、確定で同年8月7日議員失職。これにより勲四等及び第一回国勢調査記念章、帝都復興記念章、大礼記念章（大正/昭和）、藍綬褒章を褫奪された。
衆議院時代は立憲政友会に移り、総務となった。